# 覆船岭遗址
覆船岭遗址，位于中国广东省韶关市仁化县长江镇覆船岭，为仁化县的一个县级文物保护单位，类型为古遗址，公布时间为1989年6月3日。
覆船岭遗址的历史年代为新石器时代。